# Alec Carlberg
Alexander Per Casten (Alec) Carlberg, född 31 december 1945 i Hedvig Eleonora församling i Stockholm, död 15 februari 2020 i Sankt Matteus distrikt i Stockholm, var en svensk socialpolitisk debattör och initiativtagare till Basta arbetskooperativ. Han var kommunal- och landstingspolitiker för VPK/Vänsterpartiet och förbundsordförande för RFHL. Carlberg blev 2011 utsedd till hedersdoktor vid Lunds universitet.